# Victor Serge

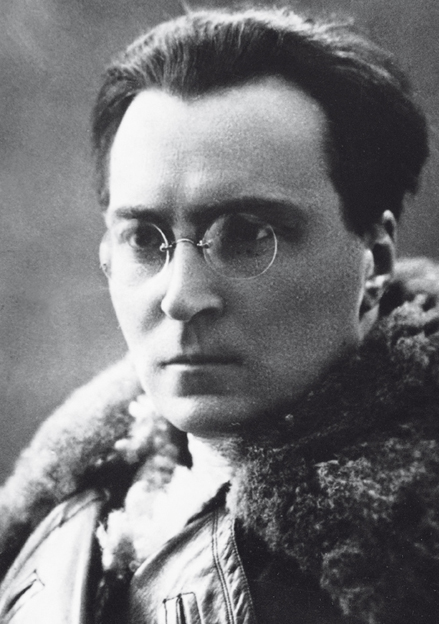
Victor Serge.

Victor Serge, född 30 december 1890 i Bryssel av rysk-polska föräldrar, död 17 november 1947 i Mexico City, från början anarkist men efter ryska revolutionen 1917 kommunist och ansluten till bolsjevikpartiet i Sovjetunionen. Under 1920-talets splittringar inom bolsjevikpartiet anslöt sig Serge till Trotskijs vänsteropposition mot Stalin och från 1933 till 1936 satt han i sovjetiskt förvisning i Orenburg, skildrad i boken En revolutionärs minnen. Efter sin frigivning flyttade Serge till Frankrike som anarkist, kritisk till all form av kommunism, även om han fortfarande i viss mån försvarade Lenin och Trotskij. 
Victor Serge kan sägas vara en revolutionär i exil; en anarkist i Frankrike, syndikalist i Spanien, en kritisk bolsjevik i Sovjet, en Kominternagent i Tyskland och Österrike, en militant dissident på flykt i Mexico. Han talade fem språk flytande: franska, ryska, tyska, spanska och engelska. Hans publicerade verk omfattar sju romaner, två volymer poesi, en samling noveller, en sen dagbok, memoarer, ett trettiotal politiska och historiska böcker och pamfletter, tre politiska biografier och hundratals artiklar och essäer. Fyra verk konfiskerades av censuren Glavlit vid hans utresa från Sovjet och har därefter inte återfunnits; ett verk om den anarkistiska rörelsen i Frankrike före första världskriget, en roman om den ryska revolutionen, en poesisamling samt en krönika över år II av revolutionen. 
Hans föräldrar var skilda och hans far sympatiserade med organisationen Narodnaja volja (Folkets vilja), vilka låg bakom mordattentatet på tsar Alexander II. Serge flyttade tidigt till Paris där han kom att träffa en mängd revolutionärer, många så kallade "medvetna egoister". Många i hans närmaste krets kom att antingen begå självmord som en flykt från säkerhetspolisen, eller bli avrättade. Bland dessa fanns hans närmaste barndomsvän Raymond som avrättades vid 20 års ålder. Själv dömdes Serge till fem års straffarbete på grund av sitt deltagande i den anarkistiska tidningen L'Anarchie. Trots att Serge hade förståelse för denna militanta del av anarkismen ansåg han att den var dömd att misslyckas som en väg till förbättring. Han skrev om "en mot alla"-striderna som "ideologiskt bankrutt[a]" och om "anarkismens förfall i den kapitalistiska djungeln".
Efter att ha tillbringat flera år i fängelse och återigen blivit fängslad på vägen till det revolutionära Ryssland, ägde ett fångutbyte rum och Serge anlände tillsammans med en handfull andra revolutionärer till Ryssland. Han gick med i bolsjevikpartiet 1919 men började snart kritisera den auktoritära riktning som revolutionens ledare hade slagit in på. Han försvarade motvilligt bolsjevikernas agerande mot Kronstadtupproret 1921, eftersom alternativet var kontrarevolution och ännu värre. Han ändrade dock sin uppfattning och skrev i sina Minnen: ” Hundratals fångar fördes till Petrograd och utlämnades till tjekan, som flera månader senare fortfarande höll på att skjuta dem, några i sänder, meningslöst, brottsligt … Dzersjinskij ledde detta långdragna blodbad eller lät det ske”. 
I början av 1920-talet ledde han exekutivkommittén för Komintern och deltog i dess tre kongresser. Han kände såväl Lenin som Trotskij och hans hustru Liubov Rusakova var Lenins stenograf 1921. Han översatte Lenins Staten och revolutionen till franska, liksom en biografi över denne strax efter hans död 1924. I Mexico översatte han bla Trotskijs Den förrådda revolutionen. Han umgicks med Gramsci och Lukács i Wien.
1923 blev han involverad i vänsteroppositionen tillsammans med Trotskij, Karl Radek och Adolf Joffe (senare anslöt sig även Grigorij Zinovjev och Lev Kamenev). Serge påstod att han var den förste att kalla Sovjetunionen totalitärt. Han skrev strax innan förvisningen: ”För närvarande blir det allt tydligare att vi står inför en totalitär stat, en klasstat, enväldig och maktberusad för vilken människorna inte räknas”.
1928 uteslöts Serge ur kommunistpartiet. Från detta år fram till hans arrestering 1933, arbetade han på ett flertal verk, däribland Year One of the Russian Revolution (1930), vilka förbjöds i Sovjetunionen. 1933 arresterades han och var nära att, i likhet med de flesta av de oppositionella, bli avrättad. Hans liv räddades dock genom att ’Fallet Serge’ kom att drivas av franska författare - beskrivet i förordet till Fallet Tulajev av Susan Sontag - framför allt André Gide och Romain Rolland - som personligen tog upp saken med Stalin men även Simone Weil. 1936 släppte Stalin honom officiellt från fängelset.
Victor Serge kanske framförallt är ihågkommen för dels memoaren En revolutionärs minnen och dels romanen Fallet Tulajev.
I sin självbiografi En revolutionärs minnen beskriver han sitt liv under åren 1906-1941. Boken skrevs 1942/43 i Mexico City, men förblev opublicerad till 1951 - Edition du Seuil -  då han fördömdes av högern som militant och av vänstern som renegat.
Fallet Tulavjev har som huvudtema den stalinistiska regimens mord på miljoner av både partitrogna och dissidenter under 1930-talet; ett öde han knappt nog undgick själv. Han påbörjade romanen 1940 i Paris, fortsatte på Martinique, Dominikanska republiken och på Kuba för att slutligen avsluta den i Mexico. Fallet Tulajev har aldrig åtnjutit en bråkdel av den berömmelse som Koestlers Natt klockan tolv på dagen, trots att de berör samma ämne. Till skillnad mot Koestler eller Orwells 1984 har Serge inte i sin roman en enda huvudperson med en historia; Serges roman är istället polyfon med en mängd olika personer utsatta för den stalinistiska repressionen. Ett utforskande av mångpersonligheten, ett sätt att genomleva olika öden, att tränga in andra, att kommunicera med dem; dvs undkomma de vanliga gränserna för jaget. Fallet Tulajev utgör snarare en litterär efterföljare till än en syntes av de verkliga Moskvaprocesserna 1936, 1937 och 1938. I boken förekommer åtminstone åtta huvudpersoner där den ene efter den andre blir arresterade, förhörda och avrättade.
Hospitalet i Leningrad är en utgåva med några av Serges noveller. Titelnovellen är en av de tidigaste skildringarna av hur mentalsjukhus bara några år efter revolutionen användes som repression, ’ett helvete utan insyn’ där människor successivt bryts ner - vilket senare framför allt kom att uppmärksammas under 1960-talet. Huvudpersonen är Serge själv och året är 1922. ”De mörka tiderna hade redan kommit, med nödsituation i städerna, hungersnöd på landsbygden, skräckvälde, mystiska mord, förföljelser mot teknikerna, mot de troende, mot bönderna, mot regimens motståndare. Själv tillhörde jag denna senare kategori av förföljda. Det innebar att jag om nätterna, till och med i sömnen, ständigt lyssnade till ljuden ute i trappan för att försöka urskilja de steg som skulle förebåda den kommande arresteringen.” 
Serge flyttade 1936 till Frankrike med sin son men var åter tvungen att fly 1940 då nazisterna invaderade landet. De fann sin tillflykt tillsammans i Mexiko, där han dog av en hjärtattack den 17 november 1947. Han begravdes som ’spansk republikan’ på den franska delen av kyrkogården i Mexico City. Mer än 40 år senare, den 14 maj 1989, rehabiliterades Victor Serge genom ett beslut i Högsta Sovjet. 
Slutligen i En revolutionärs minnen 1943 konstaterade han att revolutionen ”… gick fel, åtskilliga misslyckade revolutionära försök, ett så stort antal massakrer att man känner yrsel”.

## På svenska
- Vad varje revolutionär bör veta om repressionen (Ce que tout révolutionnaire doit savoir de la répression) (Partisanförlaget, 1972)
- Fallet Tulajev (L'affaire Toulaev) (översättning Lars Fyhr, Coeckelberghs, 1973). Ny, något reviderad upplaga: Daidalos, 2011 med förord av Susan Sontag
- Åren utan nåd (Les années sans pardon) (översättning Otto Mannheimer, Coeckelberghs, 1974)
- Midnatt i seklet (S'il est minuit dans le siècle) (översättning Erik Nyblom, Coeckelberghs, 1975)
- Hospitalet i Leningrad och andra berättelser (Le Tropique & le Nord) (översättning Erik Nyblom, Coeckelberghs, 1977)
- En revolutionärs minnen (Mémoires d'un révolutionnaire) (översättning Brita Gröndal, Coeckelberghs, 1980)